# Arve Henriksen
Pour les articles homonymes, voir Henriksen.
Arve Henriksen est un trompettiste norvégien de jazz né le 22 mars 1968 à Stranda.

## Biographie
Il s'initie au jazz vers 10 ans en jouant du Jazz Nouvelle-Orléans dans une fanfare, puis il intègre un big band. Il étudie au conservatoire de Trondheim, où il rencontre Christian Wallumrød et Trygve Seim, avec qui il a ensuite de nombreuses collaborations. Ensemble, ils expérimentent l'improvisation libre, inspirés par Ornette Coleman. Henriksen cherche dès cette période à intégrer des influences diverses dans sa musique, en évitant un aspect trop traditionnel du jazz.
Le groupe Masqualero, avec Jon Balke, Jon Christensen, Arild Andersen et Nils Petter Molvaer lui fait comprendre comment intégrer la tradition dans un aspect moderne, et le pousse à intégrer des éléments plus personnels dans sa musique (la musique folklorique scandinave, des éléments de musique classique, ou son intérêt pour les traditions asiatiques). Il reconnait l'influence de Jan Garbarek sur son univers musical, ainsi que son passage dans le Magnetic Orchestra de Jon Balke, au sein duquel il a beaucoup appris. Une autre de ses influences importante est la musique électronique, en particulier les trompettistes Jon Hassell, Palle Mikkelborg, Nils Petter Molvaer, ou la période électrique de Miles Davis.
Arve Henriksen est connu pour le son distinctif de sa trompette, proche du son de la flûte japonaise shakuhachi. Son jeu est décrit comme « une hybridation très personnelle entre l'ambient hypnotique de Jon Hassell, et le jazz et métissé de Don Cherry ».
Il a joué avec Misha Alperin, Jon Balke's Magnetic North Orchestra, Nils Petter Molvær, Audun Kleive, Terje Isungset, et récemment avec le Food for Quartet de Iain Ballamy et Supersilent, groupes tous deux signés chez Rune Grammofon. Il a aussi collaboré au projet Nine Horses de David Sylvian, ainsi qu'à When Loud Weather Buffeted Naoshima.

## Discographie
- 2001: Sakuteiki (Rune Grammofon)
- 2004: Chiaroscuro (Rune Grammofon)
- 2007: Strjon (Rune Grammofon)
- 2008: Cartography (ECM Records)
- 2013: Places Of Worship (Rune Grammofon)
- 2014: The Nature Of Connections (Rune Grammofon)
- 2014: Chron (Rune Grammofon)
- 2014: Cosmic Creation (Rune Grammofon)
- 2017: Towards Language (Rune Grammofon)
- 2018: The Height Of The Reeds (Rune Grammofon)
- 2019: The timeless nowhere (Rune Grammofon)